# NGC 5700
NGC 5700 este o galaxie spirală situată în constelația Boarul. A fost descoperită în 4 mai 1877 de către Lawrence Parsons.